# 黎平瘤果茶
黎平瘤果茶（学名：Camellia lipingensis）为山茶科山茶属的植物。分布在中国大陆的贵州等地。